# La Reforma, Chontla
La Reforma är en ort i Mexiko.   Den ligger i kommunen Chontla och delstaten Veracruz, i den sydöstra delen av landet, 250 km nordost om huvudstaden Mexico City. La Reforma ligger 116 meter över havet och antalet invånare är 105.
Terrängen runt La Reforma är platt åt nordväst, men åt sydost är den kuperad. Runt La Reforma är det ganska glesbefolkat, med 43 invånare per kvadratkilometer. Närmaste större samhälle är Chinampa de Gorostiza, 18,4 km öster om La Reforma. Omgivningarna runt La Reforma är en mosaik av jordbruksmark och naturlig växtlighet.